# La Esperanza (Los Ríos)
La Esperanza ist eine Ortschaft und eine Parroquia rural („ländliches Kirchspiel“) im Kanton Quevedo der ecuadorianischen Provinz Los Ríos. Die Parroquia besitzt eine Fläche von 28,89 km². Die Einwohnerzahl lag im Jahr 2010 bei 4853.

## Lage
Die Parroquia La Esperanza liegt in der Ebene westlich der Anden. Das Gebiet liegt zwischen dem Río San Pablo, linker Nebenfluss des Río Quevedo, im Nordwesten sowie dem Río Chipe im Südosten. Der etwa 70 m hoch gelegene Hauptort La Esperanza befindet sich 8 km nordnordöstlich vom Kantonshauptort Quevedo. Die Fernstraße E30 (Quevedo–Latacunga) durchquert das Verwaltungsgebiet in nordöstlicher Richtung und passiert dabei dessen Hauptort.
Die Parroquia La Esperanza grenzt im Norden und im Nordosten an den Kanton Valencia, im Südosten an den Kanton Quinsaloma sowie im Süden und im Südwesten an das Municipio von Quevedo.

## Geschichte
Die Parroquia El Esperanza wurde am 8. Mai 1996 gegründet (Registro Oficial).